# Голубівський заказник (Сумська область)
Голубівський — гідрологічний заказник місцевого значення в Україні. 
Розташований у межах Лебединського району Сумської області, між селами Голубівка та Грамине.

## Опис
Площа - 15,2 га. Статус надано 28.04.2017 р. Перебуває у віданні Лебединської районної державної адміністрації. 
Охороняється ставок з прилеглою територією, де зростає водна, прибережно-водна, деревно-чагарникова, лісова та лучна
рослинність. Природні комплекси заказника добре збережені та є осередками існування значної кількості видів тварин, серед яких занесені до Червоної книги України: карась золотий, махаон, бражник мертва голова, бражник дубовий, жук-олень.